# Framtid för Sverige

Symbol för Sveriges socialdemokratiska arbetareparti 1967-1987.

Framtid för Sverige var ett samarbetsprogram i Sverige mellan Sveriges socialdemokratiska arbetareparti och Landsorganisationen (LO), som utformades då de borgerliga partierna hade majoritet i Sveriges riksdag, vilket de hade i sex år från den 19 september 1976 till den 19 september 1982.
Programmet antogs av Sveriges socialdemokratiska arbetarepartis partikongress 1981 och innebar bland annat att vinster skulle ökas och de offentliga utgifterna skulle hållas tillbaka. 

### Fotnoter
1. ↑  Pär Nuder (5 april 1992). ”Ompröva politiken, Carlsson!”. Dagens nyheter. http://www.dn.se/arkiv/debatt/omprova-politiken-carlsson-nara-medarbetare-till-ingvar-carlsson-analyserar-socialdemokratin/. Läst 12 mars 2017.